# Cedric Alexander
Cedric Alexander Johnson (Charlotte (North Carolina), 16 augustus 1989) is een Amerikaans professioneel worstelaar die sinds 2016 actief is in de World Wrestling Entertainment. Alexander is het meest bekend als cruiserweight- en tag teamworstelaar. Hij is een voormalige WWE Cruiserweight Champion en WWE Raw Tag Team Champion met Shelton Benjamin als lid van The Hurt Business. Tevens is hij nog een 3-voudig WWE 24/7 Champion.
Voor zijn tijd bij WWE was Cedric bekend van zijn 6-jarige carrière bij de worstelorganisatie Ring of Honor (ROH) van 2010 tot 2016. Tot en met 2014 was Cedric bekend als tag teamworstelaar samen met Caprice Coleman en stonden bekend als C&C Factory. Cedric verliet de federatie in 2016, nadat hij uitgenodigd was door WWE voor het toernooi Cruiserweight Classic om de eerste WWE Cruiserweight Champion te kronen.

## Andere media
Alexander maakte zijn videogamedebuut in WWE 2K18 en maakte verschijningen in WWE 2K19 en WWE 2K20.

## Privé
Op 30 juni 2018, trouwde Johnson met Aerial Monroe, die voorheen competeerde bij worstelorganisatie All Elite Wrestling (AEW). Ze hebben samen een dochter.

## Prestaties
- America's Most Liked Wrestling
  - AML Prestige Championship (1 keer)[12]
  - AML Prestige Championship Tournament (2016)[13]
- CWF Mid-Atlantic
  - CWF Mid-Atlantic Television Championship (1 keer)[12]
  - PWI Ultra J Championship (1 keer)[12]
- Exodus Wrestling Alliance
  - EWA Junior Heavyweight Championship (1 keer)[12]
- Premiere Wrestling Federation
  - PWF WORLD-1 Heavyweight Championship (1 keer)[12]
  - Match of the Year (2015) - met Colby Corino
- Premiere Wrestling Xperience
  - PWX Heavyweight Championship (1 keer)[12]
  - PWX Innovative Television Championship (1 keer)[12]
- Pro Wrestling EVO
  - EVO Heavyweight Championship (1 keer)[12]
- Pro Wrestling Illustrated
  - Gerangschikt op nummer 28 van de top 500 singles worstelaars in de PWI 500 in 2018[14]
- WrestleForce
  - WrestleForce Championship (2 keer)[12]
- WWE
  - WWE 24/7 Championship (3 keer)[12]
  - WWE Cruiserweight Championship (1 keer)[12]
  - WWE Raw Tag Team Championship (1 keer) – met Shelton Benjamin[12]
  - WWE Cruiserweight Championship Tournament (2018)[13]
  - Slammy Award (1 time)
    - Trash Talker of the Year (2020) als The Hurt Business, met Lacey Evans